# 山内正和
山内 正和（やまうち　まさかず、1958年3月15日 – ）は、日本の防衛官僚。

## 人物
兵庫県丹波市出身。兵庫県立柏原高等学校を経て、東京大学法学部卒業。

## 略歴
出典:
- 1980年　防衛庁入庁　経理局施設課
- 長官官房法制調査官付調整主任
- 1985年4月   長官官房法制調査官付部員
- 防衛施設庁施設部施設取得第一課
- 1991年   装備局通信課部員
- 1993年   防衛局調査第一課調査第一班長
- 1995年   長官官房企画官
- 1996年　防衛施設庁施設部連絡調整官
- 1998年　装備局艦船武器課長
- 1999年　長官官房法規課長
- 2001年　管理局装備企画課長
- 2002年　運用局運用企画課長
- 2003年　岩手県警本部長
- 2006年　防衛施設庁建設部長
- 2006年　長官官房審議官
- 2007年　地方協力局次長
- 2009年　大臣官房審議官
- 2010年　内閣官房内閣審議官
- 2011年　地方協力局長
- 2014年　装備施設本部長
- 2015年　退官